# Balogh Lajos (nyelvész)
Balogh Lajos (Bük, 1933. december 14. – 2020. február 23.) magyar nyelvész, egyetemi tanár.
A Magyar Nyelvtudományi Társaság választmányi tagja. Az Európai Nyelvatlasz magyar nemzeti bizottságának, a Kárpát nyelvatlasz nemzetközi szerkesztőbizottsági tagja. Kutatási területe a dialektológia, a szociolingvisztika, a névtan, és ezen belül a jelenkori földrajzi nevek. A magyar nyelvjárások atlaszának munkatársa volt.

## Életpályája
Szülei: Balogh Lajos és Ments Irma voltak. 1955-1959 között az ELTE BTK magyar-történelem szakos hallgatója volt. 1959-1960 között Szombathelyen volt középiskolai oktató. 1960-1990 között, valamint 1994-1995 között a Magyar Tudományos Akadémia Nyelvtudományi Intézetének tudományos munkatársaként dolgozott. 1982-től az ELTE Bölcsészettudományi Karon fonetikát, nyelvjárástant és szociolingvisztikát tanított 2020-ig. 1990-1994 között az Ungvári Állami Egyetem vendégtanára volt. 1996-ban nyugdíjba vonult.

## Magánélete
1960-ban házasságot kötött Horváth Emmával. Két gyermekük született; Ágnes (1961) és Péter (1968).

## Művei
- A népköltési (folklór) alkotások kritikai kiadásának szabályzata (Voigt Vilmossal, 1974)
- Az állathangutánzó igék, hívogatók és terelők somogyi nyelvatlasza (Király Lajossal, 1976)
- Atlas Linguarum Europae. Assen/Róma: UNESCO (1975-2007)
- Balogh, Lajos, (szerk.). Kárpát Nyelvatlasz. Tinta Könyvkiadó. ISBN 9639372242 (2001)
- Büki tájszótár; Vasi Szemle, Szombathely, 2004
- Büki tájszótár; 2. bőv. kiad.; Önkormányzat–Magyar Nyugat, Bük–Vasszilvágy, 2016 (Bük 750)

## Díjai
- Csűry Bálint-emlékérem (1977)
- Pais Dezső-díj (2006)